# تكليف
التكليف بالمعنى اللغوي: طلب ما فيه كلفة، أو الإلزام بما فيه كلفة، أي: «مشقة». وفي أصول الفقه الإسلامي هو إلزام المكلف بما اقتضى الشرع فعله أو تركه أو استواء فعله وتركه. وفق شروط التكليف.

## تعريف التكليف
التكليف في اللغة: طلب ما فيه كلفة، أو الإلزام بما فيه كلفة، أي: «مشقة» فيصدق بمعناه العام على جميع أنواع التكليف، فالطالب والموظف أو العامل؛ كل منهم مكلف من قبل جهة مختصة للقيام بما كلف به، والالتزام به، وتحمل المسؤولية. ويطلق التكليف على الشرعي.

### التكليف بالمعنى الشرعي
التكليف بمعناه في الشرع الإسلامي هو: إلزام المكلف بمقتضى خطاب الشرع، باعتبار: أن الله تعالى هو الذي شرع الأحكام وخاطب المكلفين بما يفهمونه على لسان رسوله صلى الله عليه وسلم. بمعنى: أن المكلف ملزم بمعرفة دين الله وما جاء فيه من تعاليم وأوامر ونواهي وأحكام، وفهم ذلك ليقوم بتطبيقه في حياته.

### المكلف به
المكلف به عند علماء أصول الفقه الإسلامي هو: ما اقتضى
خطاب الشرع فعله أو تركه أو التخيير بين الفعل والترك. والمكلف به عموما يشمل كل ماهو من الدين الإسلامي، والذي جاء من عند الله تعالى على لسان رسوله يشمل: الأحكام، والعقيدة، والموعظة، وأخبار الأمم السابقة، وغير ذلك، ويتلخص في أمرين هما: «أصول الدين وفروعه»
1. أصول الدين؛ وهي: العقيدة والإيمان بالله وملائكته ووكتبه ورسله واليوم الآخر والقدر خيره وشره.
2. فروع الدين؛ هي: الأحكام الشرعية، والشرع هو: «ما شرعه الله على لسان نبيه من أحكام» فيشمل: الأحكام التكليفية، والشرعية، والعملية والفرعية من العبادات، والمعاملات.

### المكلف
المكلف عند علماء أصول الفقه الإسلامي هو: المخاطب بما اقتضى خطاب الشرع من الأحكام الشرعية، من الفعل والترك أو التخيير. والمكلف بمعنى: الذي توجه إليه خطاب الشرع ليفهمه وفق شروط التكليف.

## شروط التكليف
للتكليف في الشرع الإسلامي شروط عامة، باعتبار أن الله تعالى هو الذي كلف الإنسان، وميزه عمن هو دونه من المخلوقات، بما منحه من القدرات الإدراكية للتمكن من فهم خطاب الشرع. وجعل له من القدرة على الفعل والترك ما يمكنه من القيام بما كلف به، ورفع عنه التكليف عند وجود سوالب التكليف. وأهم هذه الشروط يتلخص فيما يلي:
1. علم المكلف بما كلف به.
2. القدرة على فهم خطاب الشرع.
  1. العقل
  2. التمييز
3. بلوغ سن التكليف.
4. القدرة على الإتيان بما كلف به.

### علم المكلف بما كلف به
ويحصل إجمالا ببلوغ الدعوة إلى المكلف فلا تكليف على من تعذر وصول الدعوة إليه، لقول الله تعالى: 《وما كنا معذبين حتى نبعث رسولا》 ويحصل العلم تفصيلاً بسؤال علماء الدين، والتعلم منهم، ولو بالسفر إليهم.

## القدرة على وعي الخطاب
من شروط التكليف الشرعي: «القدرة على وعي الخطاب» أو «القدرة على فهم خطاب الشرع» ويشمل:
العقل بمعنى: الصفة الإدراكية للإنسان، ويقصد بها: عدم الجنون باعتبار «أن العقل مناط التكليف» فلا تكليف على المجنون، فهو مسلوب العبارة والولاية، ولعلماء الفقه قاعدة مشهورة هي: 《إذا سلب ما وهب سقط ما وجب》.
والتمييز

### التمييز
التمييز شرط للتكليف، ومعناه عقل الأشياء، والوعي. وغالباً ما يطلق عدم التمييز على: النقص العارض الذي يرتفع التكليف حال الإتصاف به. وغير المميز يراد به:
1. الطفل غير المميز؛ وغالباً ما يكون قبل سن السابعة. ومن علامات التمييز في الصغير: أن يفهم الخطاب، ويرد الجواب، ويأكل ويلبس ثوبه من غير اعتماد على الغير. ولا يكون مكلفا شرعا قبل سن التمييز.
2. المغمى عليه؛ وهو: فاقد الوعي. لا يكون مكلفاً حال الإغماء.
3. النائم؛ لا يكون مكلفا حال النوم.
4. الناسي؛ لا يكون مكلفا حال النسيان.

## البلوغ
البلوغ من أهم شروط التكليف هو: الوصول إلى حد التكليف، بوجود أحد علامات البلوغ.
فلا تكليف على الطفل الصغير، لأنه إن كان غير مميز؛ فلا تكليف عليه، لعدم قدرته على فهم خطاب الشرع. وإن كان مميزا وهو في مرحلة ما قبل البلوغ؛ فقدراته العقلية والجسدية غير متكاملة، فلا يكون مكلفا بالمعنى الشرعي للتكليف، ويكون مكلفاً تكليفا نسبيا، فلا بد أن يتعلم مهمات الدين، وعلى ولي أمره أن يعلمه ويدربه على ممارسة العبادة، كالصلاة والصوم، وأن يدربه ويمتحنه في التصرفات المالية وغير ذلك ليعتاده.

## الاستطاعة الحسية
الاستطاعة بمعنى: قدرة المكلف على ما كلف به؛ شرط للتكليف. فلا تكليف إلا بقدر الاستطاعة، لقول الله تعالى: 《لا يكلف الله نفسا إلا وسعها》. وقد رفع الحرج عن المريض، والعاجز، في كثير من الأحكام.

### الاختيار
الاختيار وهو: صفة وهبها الله للإنسان، ليتمكن من القيام بما كلف به، فلا يكلف بما لا اختيار له فيه، ولا بما استكره عليه، لقول النبي صلى الله عليه وسلم: 《رفع عن أمتي الخطأ والنسيان وما استكرهوا عليه》. وللإكره شروط مذكورة في كتب الفقه وأصول الفقه.